# Elizabeth Blair Lee

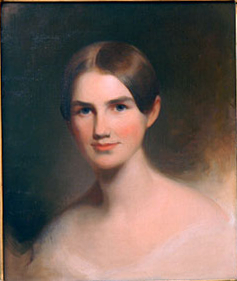
Elizabeth Blair Lee, Porträt von Thomas Sully.

Elizabeth Blair Lee (* 20. Juni 1818 in Kentucky; † 13. September 1906) war eine US-Amerikanerin, die während des Sezessionskriegs lebte und viele hundert Briefe an ihren Ehemann, Konteradmiral Samuel Phillips Lee, schrieb, welche die Vorkommnisse der Zeit beschrieben.
Sie war die Tochter des Journalisten und Politikers Francis Preston Blair und dessen Ehefrau Eliza Violet Blair. Ihre älteren Brüder waren Montgomery Blair und Francis Preston Blair, Jr.
Entsprechend einer Version der Geschichte war Elizabeth bei ihrem Vater, als sie zufällig eine „Glimmergesprenkelte“ Schicht fanden, die in der Nähe von Seventh Street Pike (heute Georgia Avenue) entsprang. Ihr Vater mochte den Standort derart, dass er das umgebende Land kaufte und dort ein Sommerhaus für seine Familie mit dem Namen Silver Spring errichtete. Die gleichnamige Stadt wurde nach Blairs Grundbesitz benannt. Die Schicht ist heute noch bei Acorn Park aufzufinden.
Sie war mit dem Konteradmiral Samuel Phillips Lee, einem US-Navy-Kommandant der Unionsarmee während des Amerikanischen Bürgerkriegs verheiratet. Die Briefe an ihren Ehemann wurden in der Zeit geschrieben, als er Kommandeur der USS Philadelphia war. Sie beschrieben die Zustände während des Kriegs in Washington, D.C. und Silver Spring, Maryland.